# Kushida-jinja-mae (métro de Fukuoka)
Kushida-jinja-mae (櫛田神社前駅, Kushida-jinja-mae-eki) est une station de la ligne Nanakuma du métro de Fukuoka. Elle est située dans l'arrondissement de Hakata à Fukuoka au Japon.

## Situation sur le réseau
Établie en souterrain, Kushida-jinja-mae est située au point kilométrique (PK) 13,0 de la ligne Nanakuma. Elle est située entre la station Tenjin-minami, en direction du terminus ouest Hashimoto, et la station Hakata, le terminus est[source insuffisante].

## Histoire
La station Kushida-jinja-mae est mise en service le 27 mars 2023, lors du prolongement de la ligne Nanakuma à Hakata.

## Services aux voyageurs

### Accès et accueil
La station est ouverte tous les jours.
Kushida-jinja-mae est desservie par les rames de la ligne Nanakuma : 
- voie 1 : direction Hakata
- voie 2 : direction Hashimoto

Installations et desserte
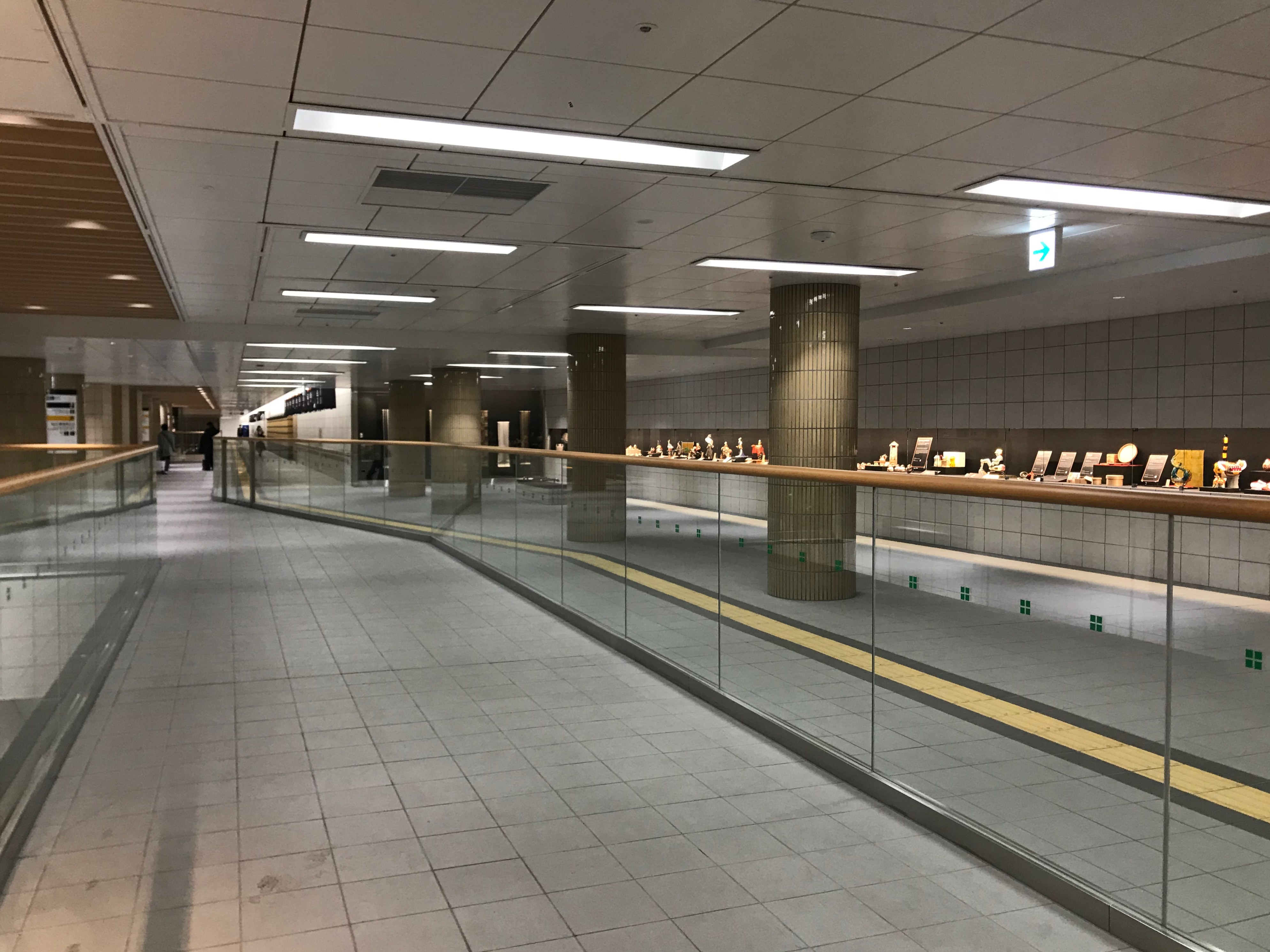
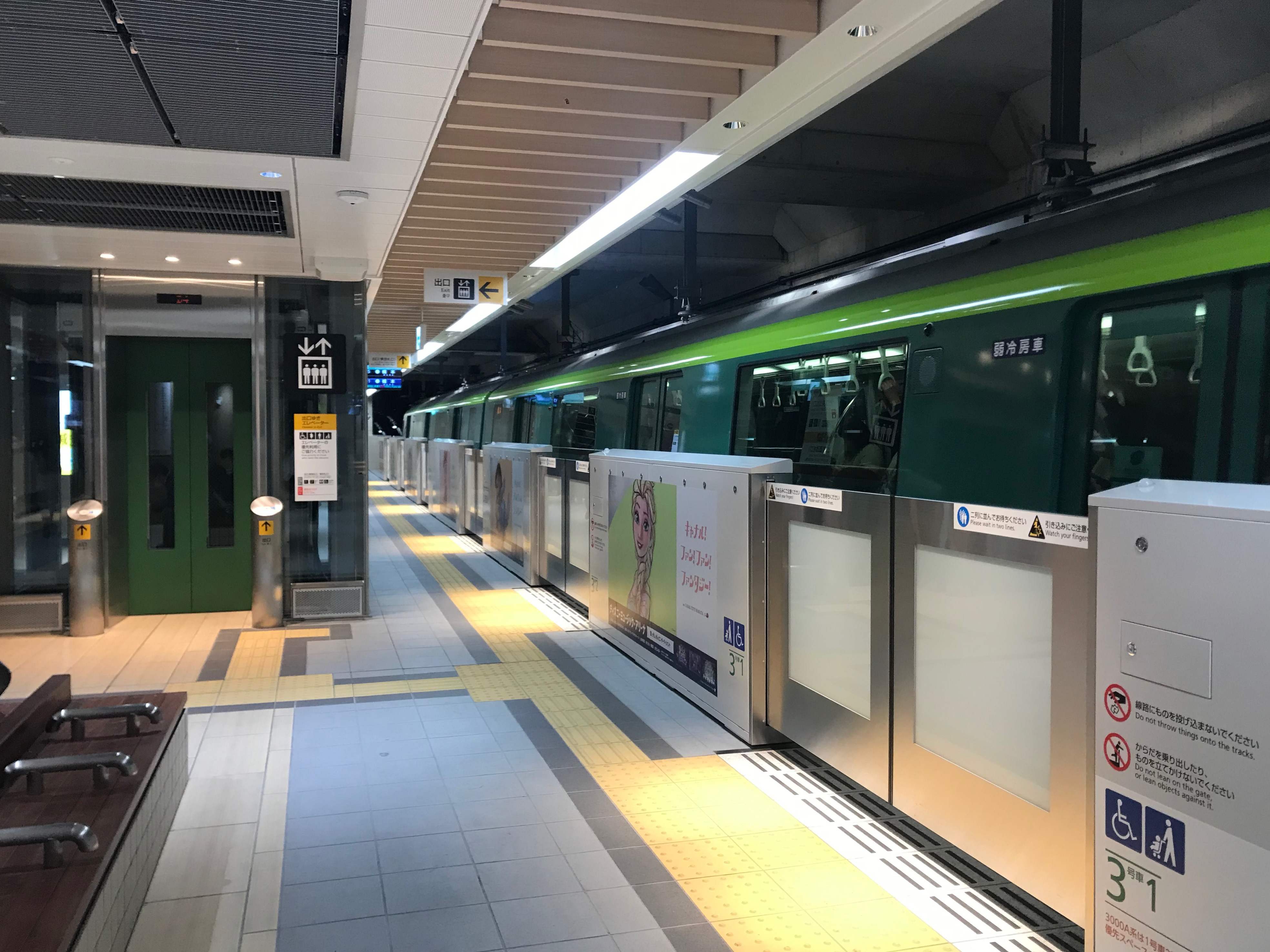

## À proximité
- Kushida-jinja
- Canal City Hakata